# RAD54B
RAD54B‏ (RAD54 homolog B) هوَ بروتين يُشَفر بواسطة جين RAD54B في الإنسان.